# 德耀镇
德耀镇，是中华人民共和国四川省泸州市古蔺县下辖的一个乡镇级行政单位。

## 行政区划
德耀镇下辖以下地区：
德耀街社区、福来村、洪光村、燕岩村、永华村、集美村、凤凰村、双凤村和柏坪村。
2020年6月9日，将德耀镇福来村1至2组所属行政区域划归彰德街道管辖。